# Атькова, Мария Андреевна
Мария Андреевна Атькова (1921 — 2010) — передовик советского сельского хозяйства, свинарка совхоза «Комсомолец» Кинельского района Куйбышевской области, Герой Социалистического Труда (1966).

## Биография
Родилась в 1921 году в селе Малая Малышевка, ныне Кинельского района Самарской области в крестьянской русской семье.
Окончив школу, устроилась в местный колхоз работать разнорабочей. В начале Великой Отечественной войны была направлена под Рязань сооружать оборонительные окопы. После окончания курсов механизаторов, трудоустроилась работать на комбайне «Сталинец».
С 1958 года работала свинаркой в совхозе «Комсомолец». Первоначально в её группе было 200 свиней, затем она довела поголовье до 800, а чуть позже вместе с супругом они занимались выпасом в летний период времени 5000 голов свиней. Неоднократно принимала участие в выставке достижения народного хозяйства, демонстрировала свиноматку «Бочу».
По итогам седьмой семилетки она была передовиком свиноводческой фермы совхоза «Комсомолец».
Указом Президиума Верховного Совета СССР от 22 марта 1966 года за получение высоких результатов в сельском хозяйстве и рекордные показатели в свиноводстве Марии Андреевне Атьковой было присвоено звание Героя Социалистического Труда с вручением ордена Ленина и медали «Серп и Молот».
Позже продолжала трудиться и показывала высокие производственные результаты.
Являлась делегатом XXIII съезда КПСС.
Проживала в посёлке Павловка. Умерла в 2010 году.

## Награды
За трудовые успехи была удостоена:
- золотая звезда «Серп и Молот» (22.03.1966)
- два ордена Ленина (22.03.1966, 06.09.1973)
- Орден Трудового Красного Знамени (08.04.1971)
- другие медали.